# Rose Bowes-Lyon, Bá tước phu nhân Granville
Rose Constance Bowes-Lyon, Bá tước phu nhân Granville GCVO GCStJ (6 tháng 5 năm 1890 – 17 tháng 11 năm 1967)  là con gái thứ ba của Claude Bowes-Lyon, Bá tước thứ 14 xứ Strathmore và Kinghorne và Cecilia Cavendish-Bentinck. Rose chị gái của Elizaeth Bowes-Lyon, mẹ của Nữ vương Elizabeth II của Liên hiệp Anh, do đó Rose là dì của Elizabeth II.